# 香港丙組足球聯賽隊伍
香港丙組足球聯賽隊伍為當前（2012-13年度）年度參加香港丙組足球聯賽的球會。

## 荃灣足球會
新界荃灣區的一間足球會。

## 東區體育會
東區體育會（英語：Eastern District Sports Association）屬下的足球隊，代表東區區議會參加香港足總賽事。於2011-12年度香港丙組(地區)聯賽獲得亞軍，現時於香港甲組聯賽角逐。

## 九龍城區體育會
九龍城區體育會（Kowloon City District Sports Association）是香港九龍城區議會轄下的一支地區足球隊，由九龍城區議會主席潘國華擔任會長，區議員尹才榜擔任主席，現時為香港甲組聯賽參賽球隊。

## 消防足球隊
是香港消防處體育福利會屬下的一支球隊，球隊中大部分球員任職於香港消防處。

## 虎門體育會
虎門（Fu Moon），全名是虎門體育會，是香港一支足球隊，現時於香港乙組聯賽作賽。

### 球隊近況
2008–09年球季，虎門在香港丙組(甲)足球聯賽，以 7 勝 3 和 9 負得 24 分，名列第 11 名完成賽季。
2009–10年球季，虎門以19戰7勝5和7負得19分，連續兩個賽季以第11名成績完成。
2011–12年球季香港丙組(甲)足球聯賽，虎門在季尾榜首戰中被東方以2:0擊敗，最終以第4名成績完成，但仍是近年較好的成績。

### 球隊名單
2021-22 球員名單 
守門員
- 1-鍾灝庭
- 22-林信彪
- 77-李家樂

後衛
- 4-何梓臻
- 5-陸正瑜
- 6-劉展華*
- 10-曾子健*
- 13-高雋謙*
- 14-姜昹曠
- 16-鄧澤鏗*
- 17-鄒耀恒*
- 34-徐小帆

中場
- 3-蔡泂鏘*
- 6-陳皓駿
- 7-蘇俊賢
- 8-黎栢銨*
- 9-鄧汝軒
- 11-盧康銘
- 23-尹兆權
- 25-陳嘉俊
- 31-徐鎵煒
- 33-温子軒

前鋒
- 12-徐啟然
- 15-黃兆田*
- 20-張瑋竣

註：*U22球員

## 電訊足球隊
是香港電話公司屬下的足球隊，曾經是一支香港甲組足球聯賽球隊。

## 國強體育會
國強體育會，簡稱國強（英文：Kwok Keung A.A），是一支香港足球隊，於香港乙組聯賽作賽，於2008-09年度香港乙組足球聯賽全季 18 場賽事中只奪得一分包尾於排行榜。

### 歷史
2001–02年度，國強獲得香港丙組足球聯賽總冠軍，得以首次升上香港乙組足球聯賽作賽。
到了2008–09年球季，國強全季 18 場聯賽，成績 1 和 17 負只得 1 分，在乙組聯賽排包尾，降回丙組作賽，效力球員朱顯峰轉投愉園。

### 球隊近況
2010–11年球季，國強在前甲組球員方健華助陣下，以 18 戰 10 勝 4 和 4 負得 34 分成績，在香港丙組（甲）足球聯賽排第五名。

### 球會歷屆成績
| 賽季    | 聯賽     | 名次 | 場數 | 勝 | 和 | 負 | 入球 | 失球 | 積分 |
| ------- | -------- | ---- | ---- | -- | -- | -- | ---- | ---- | ---- |
| 1994-95 | 丙組(乙) | 5    | 20   | 7  | 6  | 7  | 28   | 31   | 20   |
| 1995-96 | 丙組(甲) | 8    | 24   | 7  | 5  | 12 | 26   | 44   | 26   |
| 1996-97 | 丙組(乙) | 7    | 20   | 5  | 6  | 9  | 18   | 29   | 21   |
| 1997-98 | 丙組(乙) | 10   | 20   | 4  | 4  | 12 | 27   | 52   | 16   |
| 1998-99 | 丙組(乙) | 10   | 20   | 3  | 2  | 15 | 20   | 63   | 11   |
| 1999-00 | 丙組(乙) | 7    | 22   | 8  | 4  | 10 | 36   | 36   | 28   |
| 2000-01 | 丙組(乙) | 2    | 22   | 16 | 3  | 5  | 51   | 33   | 45   |
| 2001-02 | 丙組(甲) |      | 24   |    |    |    |      |      |      |
| 2002-03 | 乙組     | 5    | 18   | 7  | 5  | 6  | 38   | 35   | 26   |
| 2003-04 | 乙組     | 9    | 20   | 6  | 5  | 9  | 24   | 34   | 23   |
| 2004-05 | 乙組     | 4    | 22   | 9  | 5  | 8  | 44   | 38   | 32   |
| 2005-06 | 乙組     | 6    | 24   | 10 | 3  | 11 | 43   | 54   | 33   |
| 2006-07 | 乙組     | 9    | 20   | 7  | 1  | 12 | 17   | 31   | 22   |
| 2007-08 | 乙組     | 8    | 18   | 5  | 4  | 9  | 18   | 42   | 19   |
| 2008-09 | 乙組     | 10   | 18   | 0  | 1  | 17 | 13   | 86   | 1    |
| 2009-10 | 丙組(甲) | 12   | 19   | 7  | 5  | 7  | 26   | 14   | 26   |
| 2010-11 | 丙組(甲) | 5    | 18   | 10 | 4  | 4  | 36   | 19   | 34   |
| 2011-12 | 丙組(甲) | 7    | 18   | 9  | 3  | 6  | 34   | 19   | 30   |

### 球會榮譽
| 榮譽          | 次數        | 年度        |
| 本 土 聯 賽   | 本 土 聯 賽 | 本 土 聯 賽 |
| ------------- | ----------- | ----------- |
| 丙組聯賽 冠軍 | 1           | 2001－02年  |

### 管理層及職球員名單

#### 球員名單
| 號碼   | 國籍        | 球員名字                  | 出生日期       | 加盟年份 | 前屬球會       |
| 守門員 | 守門員      | 守門員                    | 守門員         | 守門員   | 守門員         |
| ------ | ----------- | ------------------------- | -------------- | -------- | -------------- |
| --     | 香港        | 陳智（Chan Chi Kit）      | 1994年         | 2013年   | 標準流浪       |
| --     | 香港        | 彭浩然（Pang Ho Yin）     |                | 2013年   | 自由身         |
| 後衛   |             |                           |                |          |                |
| 30     | 香港        | 廖展豪（Liu Chin Ho）     | 1992年12月4日  | 2015年   | 愉園           |
| --     | 香港        | 陳嘉偉（Chan Ka Wai）     | 1995年10月27日 | 2013年   | 標準流浪預備組 |
| --     | 香港        | 鍾嘉威（Chung Ka Wai）    | 1993年5月3日   | 2013年   | 大中           |
| --     | 香港        | 朱漢民（Chu Hon Man）     | 1991年7月6日   | 2013年   | 大中           |
| --     | 香港        | 侯慶裕（Hau Hing Yu）     |                | 2013年   | 元朗           |
| --     | 香港        | 簡子洋（Kan Tsz Yeung）   | 1986年2月24日  | 2014年   | 消防           |
| --     | 香港        | 江國聰（Kong Kwok Chung） | 1994年10月7日  | 2013年   | 灣仔           |
| --     | 香港        | 黎子峰（Lai Tze Fung）    | 1991年         | 2013年   | 淦源           |
| --     | 香港        | 譚家樂（Tam Ka Lok）      | 1991年3月9日   | 2013年   | 龍門           |
| --     | 香港        | 陳嘉樂（Chan Ka Lok）     | 1996年8月16日  | 2015年   | 愉園           |
| --     | 香港        | 彭超然（Pang Chiu Yin）   | 1996年8月16日  | 2015年   | 愉園           |
| 中場   |             |                           |                |          |                |
| --     | 香港        | 鍾嘉源（Chung Ka Yuen）   |                | 2014年   | 消防           |
| --     | 中国 · 香港 | 樊偉軍（Fan Weijun）      | 1978年11月20日 | 2014年   | 愉園           |
| --     | 香港        | 林煥棠（Lam Woon Tong）   |                | 2013年   | 葵青           |
| --     | 香港        | 林應業（Lam Ying Ip）     | 1980年9月11日  | 2014年   | 荃灣           |
| --     | 香港        | 巫汝邦（Mo Yu Pong）      | 1989年3月11日  | 2013年   | 聖約瑟         |
| --     | 香港        | 潘德愷（Pun Tak Hoi）     | 1988年9月25日  | 2013年   | 黃大仙         |
| --     | 香港        | 黃皓翔（Wong Ho Cheung）  |                | 2013年   | 標準流浪青年軍 |
| --     | 香港        | 周祺（Chow Ki）           | 1994年6月12日  | 2015年   | 元朗           |
| 4      | 香港        | 陳俊傑（Chan Chun Kit）   |                | 2015年   | 香港教育學院   |
| --     | 香港        | 楊達武                    | 1979年5月25日  | 2015年   | 元朗           |
| --     | 香港        | 林俊煒                    | 1994年1月7日   | 2015年   | 元朗           |
| 前鋒   |             |                           |                |          |                |
| --     | 香港        | 洪景南（Hung King Nam）   | 1991年8月29日  | 2013年   | 葵青           |
| --     | 香港        | 李炎林（Li Yim Lam）      | 1992年10月19日 | 2013年   | 電訊           |
| --     | 香港        | 胡廣源（Wu Kwong Yuen）   | 1991年2月12日  | 2013年   | 大中           |

## 龍城康體
龍城康體（全名是九龍城康樂體育促進會，Kln City District Recreation & Sports Council），是香港的一支足球隊，現時於香港丙組足球聯賽角逐。於2009至10年度與2010至11年度球季，連續兩屆獲得香港丙組（甲）聯賽亞軍。

### 球隊近況
龍城康體在2008–09年，在香港丙組（甲）聯賽以19戰5勝5和9負得20分，以第14名完成賽季。
2009–10年，龍城康體羅致了黃龍輝、唐耀銘、何英毅等幾名前香港甲組足球聯賽球員，增強實力爭奪升班資格，結果以19戰13勝2和4負得41分，獲得香港丙組（甲）聯賽亞軍，得以晉身丙組聯賽總決賽。雖然本季丙組聯賽總決賽第三名，亦可升上乙組，惟龍城康體三戰全敗，最終只得第四名，錯失升班資格。
雖然球季結束後，前香港甲組足球聯賽球員中，只得唐耀銘一人留隊，但龍城康體在2010–11年，仍能再次獲得香港丙組（甲）聯賽亞軍，連續兩屆晉身丙組聯賽總決賽。在丙組聯賽總決賽，3戰1勝1和1負得4分，因得失球差不及同分的觀塘，屈居第三名，再次錯失升班機會。

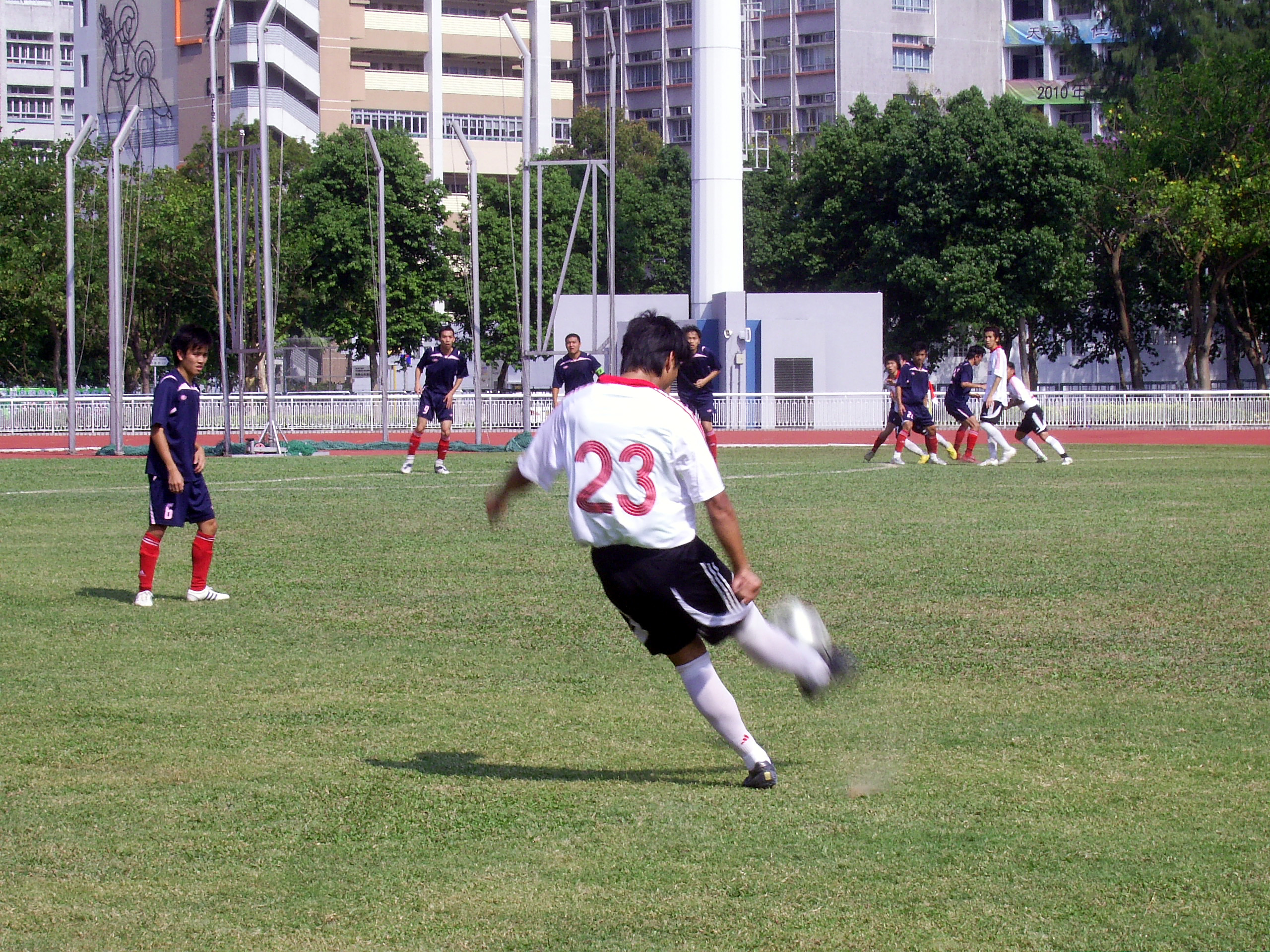
龍城康體1-0力克電訊

2O24一25球季陣容：黎大成，王皓旭，莫子游，蘇濃堯，黃家浩，黃家偉，薛喬峰，曾永康，楊皓然，許可臻，孫頌安，蕭皓丰，崔凱健，黃曉睿，黃子源，邱世添，吳澤豐，羅梓軒，陳可期，關澤輝，梁詒璋，丘焯謙，黃允中，張朗謙，黃俊熹，孟梓源，羅尚然，伍家羲，邢益臻，馬翊晋

### 球隊榮譽
| 榮譽              | 次數        | 年度                 |
| 本 土 聯 賽       | 本 土 聯 賽 | 本 土 聯 賽          |
| ----------------- | ----------- | -------------------- |
| 丙組(甲)聯賽 亞軍 | 2           | 2009–10年、2010–11年 |

### 外部連結
- 龍城康體的Facebook專頁

## 已解散隊伍

### 喜利足球會
喜利足球會（Hi Lee Football Club，簡稱喜利），是喜利運輸有限公司屬下的一支足球隊，解散前於香港丙組（甲）足球聯賽參賽。
2008-09年度球季，喜利在香港丙組（甲）聯賽以19戰6勝5和8負得23分，以第12名完成本賽季。

## 外部連結
- 香港足球總會網站球會資料 （页面存档备份，存于）